# 요시카와 도루
요시카와 도루(일본어: 吉川 亨, 1961년 12월 13일 ~ )는 일본의 전 축구 선수이다.

## 국가대표팀 경력
그는 1983년 2월 12일 시리아과의 경기에서 일본 국가대표팀에 데뷔했다.

## 통계
| 일본 | 일본 | 일본 |
| 연도 | 출전 | 득점 |
| ---- | ---- | ---- |
| 1983 | 1    | 0    |
| 통산 | 1    | 0    |